# Mathurin Cordier
Mathurin Cordier (* um 1479 in der Grafschaft Le Perche in der Normandie; † 8. September 1564 in Genf) war ein französischer Pädagoge und Hochschullehrer.

## Leben

### Familie
Mathurin Cordier heiratete um 1545 Thomasse Pelé.

### Werdegang
Mathurin Cordier studierte an der Universität Paris und war zunächst als Priester in seinem Geburtsort tätig; ab 1514 unterrichtete er Grammatik an den fünf Pariser Kollegien Reims, Lisieux, La Marche, Navarra und Sainte-Barbe. In Paris wurde er auch mit dem Buchdrucker und Humanisten Robert Estienne bekannt.
1523 gehörte Johannes Calvin im Collège de la Marche zu seinen Schülern und Mathurin Cordier machte diesen mit dem Buchdrucker Robert Estienne bekannt, der sich mit Bibelübersetzungen beschäftigte. Johannes Calvin widmete Mathurin Cordier zum Dank für die von ihm erhaltene Ausbildung seine Commentaires sur la Première Épître aux Thessaloniciens.
Am 18. Oktober 1534 kam es in Paris zur Affaire des Placards; dies beendete die eher versöhnliche Religionspolitik von König Franz I. in Frankreich gegenüber lutherischen Protestanten. In Paris und vier weiteren Städten hingen am Morgen an öffentlichen Orten, an Kirchentüren und am Eingang der königlichen Wohnung Plakate gegen die katholische Auffassung der Eucharistie. Mehr als vierzig Personen wurden angeklagt, darunter Clément Marot und Mathurin Cordier, die inzwischen zu Protestanten konvertiert waren; sie mussten, um eine strafrechtliche Verfolgung zu vermeiden, umgehend die Hauptstadt verlassen. So ging Mathurin Cordier erst nach Nevers, doch zwang ihn bald darauf die Unterdrückung der Protestanten zur Flucht nach Bordeaux, und er nahm den ihm am Collège de Guyenne im Dezember 1534 angebotenen Lehrstuhl an. Er blieb in seinem Lehramt bis 1536.
1536 wurde er von den Reformatoren Guillaume Farel und Johannes Calvin nach Genf an das Collège de Rive berufen. 1539, nachdem die beiden Reformatoren Genf verlassen hatten, zog Mathurin Cordier nach Neuenburg und kümmerte sich bis 1545 um die dortigen Schulen; danach war er bis 1557 Rektor des Collège von Lausanne.
1559 kehrte er nach Genf zurück, unterrichtete wieder und starb wenige Monate nach Johannes Calvin. Seine Bestattung erfolgte auf eigenen Wunsch in der Nähe des Grabs von Johannes Calvin auf dem Cimetière des Rois.

### Berufliches Wirken
Mathurin Cordier publizierte unter anderem 1556 Principia latine loquendi scribendique und 1564 Colloquiorum scholasticorum libri quatuor ad pueros in sermone latine paulatim exercendos; diese lehren nach dem Vorbild der Lehrgespräche eines Erasmus von Rotterdam oder Louis Vivès Schritt für Schritt ein korrektes und elegantes Latein und erteilen zugleich moralische Lektionen. Die Kolloquien erfuhren zahlreiche Neuauflagen und waren in der Schweiz und ganz Europa bis zu Beginn des 19. Jahrhunderts in verschiedenen Neuauflagen in Gebrauch.
Er schrieb auch viele Werke über das innere religiöse Leben, darunter 1557 die Cantiques spirituels.

## Ehrungen und Auszeichnungen

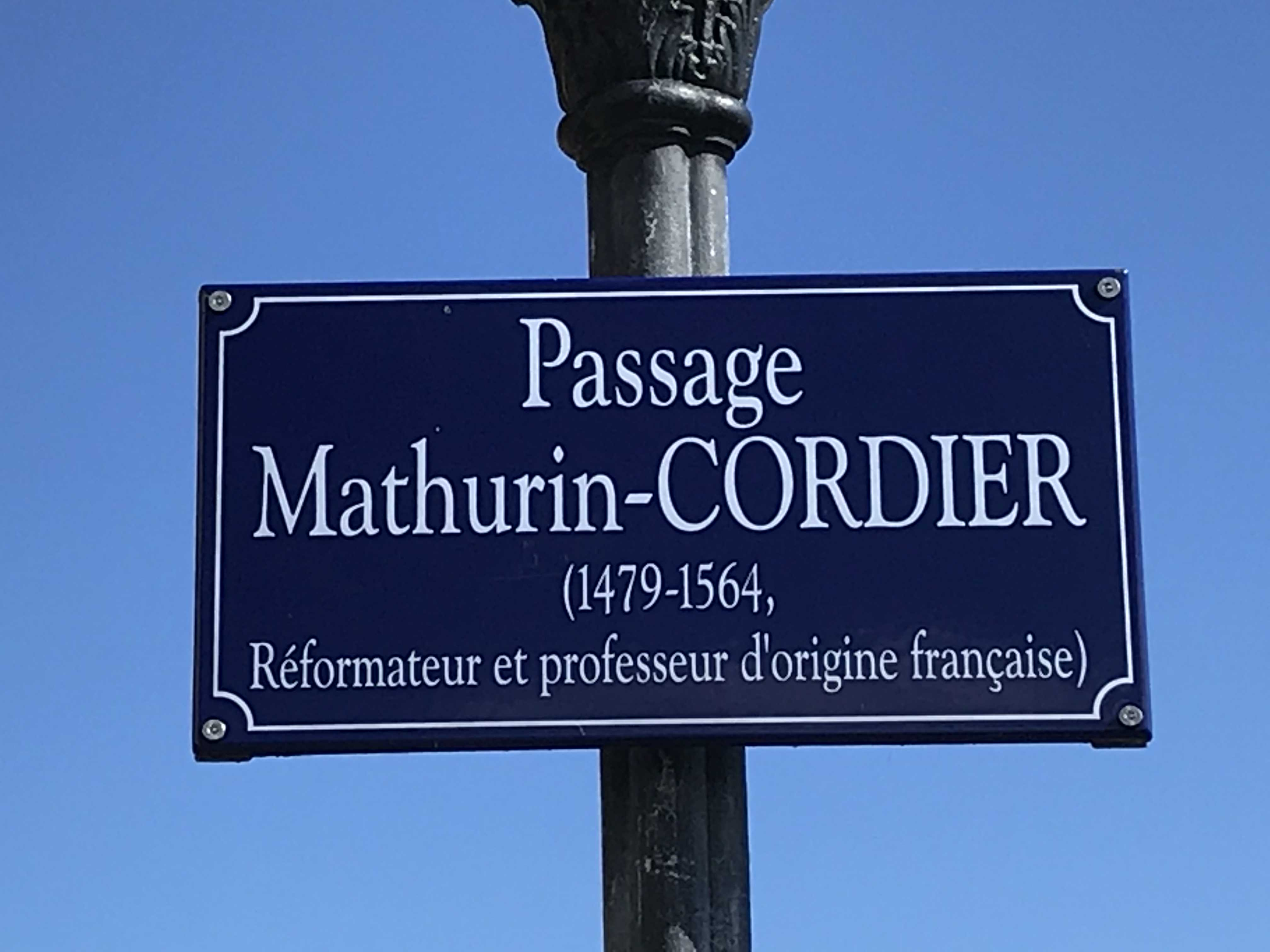
Passage Mathurin-Cordier in Genf

- In Genf wurde die rue du passage Mathurin-Cordier nach Mathurin Cordier benannt.
- In Lausanne wurde die rue Mathurin-Cordier nach ihm benannt.
- Das Netzwerk Mathurin Cordier France: Mit mehr als 30 Mitgliedsschulen oder -verbänden verfügt der französische Zweig der l’Association des Etablissements Scolaires Protestants Evangéliques Francophones[4] über eine in Frankreich einzigartige Geschichte und Repräsentationsstärke.[5]
- Sowohl in Paris als auch in Atlanta/USA befindet sich das Institut Supérieur Protestant Mathurin Cordier, ein Ausbildungszentrum, das unter anderem Lehrer nach christlicher Weltanschauung ausbildet.[6]
- In Porcheville wurde die private Grundschule Ecole Privé Mathurin Cordier gegründet.[7]

## Schriften (Auswahl)
- De corrupti sermonis emendatione libellus. Lugduni 1536.
- Exempla de Latino declinatu partium orationis. 1540.
- Maturinii Corderii de corrupti sermonis emendatione et latine loquendi ratione liber unus. Lugduni 1541.
- De syllabarum quantitate, regulæ speciales, quas Despauterius in carmen non redegit. 1543.
- Commentarius puerorum de latinae linguae elegantia & varietate. Lugduni 1551.
- Principia latine loquendi, scribendique. Crispinvs 1556.
- Cantiques spirituels. 1557.
- Formvlae, Sive Sententiae Latinogallicae. Paris 1559.
- Colloquiorum scholasticorum libri quatuor: Ad pueros in sermone Latino paulatim exercendos. 1578.
- Les colloqves de Matvrin Cordier en latin et en françois. 1593.
- Nouvelle traduction des Colloques. Genf 1682.
- Colloquia scholastica. Bern 1704.
- Colloquia Selecta. Tork 1718.